# Walther von Ungern-Sternberg
Walther Ferdinand Konstantin Freiherr von Ungern-Sternberg (* 7. Märzjul. / 19. März 1881greg. in Russal, Estland; † 2. Dezember 1959 in Kiel) war ein deutscher Jagdmaler, Tiermaler, Illustrator, Journalist und Schriftsteller.

## Leben
Walther war Angehöriger der Familie der Freiherren von Ungern-Sternberg. Er war der Sohn von Arthur Carl von Ungern-Sternberg und seiner Ehefrau Alexandrine Amalia Berta, geb. von Ramm. Diese waren die Besitzer von Sernaten und Neu-Mocken (Jaunmokas) im Kurland.
Vor dem Zweiten Weltkrieg lebte von Ungern-Sternberg in Königsberg. Nach der Flucht aus Ostpreußen wohnte er in Kiel. Er war mit Dorothea von Grotthuß sowie später mit Elsbeth Steffen verheiratet. Dorothea von Grotthuß und er waren die Großeltern von Jürgen von Ungern-Sternberg.
Er schrieb mehrere Bücher über die Tierwelt in Ostpreußen sowie über die Geschichte der Balten.